# Oecetis punctulata
Oecetis punctulata är en nattsländeart som beskrevs av Navás 1932. Oecetis punctulata ingår i släktet Oecetis och familjen långhornssländor. Inga underarter finns listade i Catalogue of Life.